# Hořice (Vysočina)
Hořice é uma comuna checa localizada na região de Vysočina, distrito de Pelhřimov.